# Vicia montevidensis
Vicia montevidensis är en ärtväxtart som beskrevs av Julius Rudolph Theodor Vogel. Vicia montevidensis ingår i släktet vickrar, och familjen ärtväxter. Inga underarter finns listade i Catalogue of Life.